# Les Évadés de la nuit
Pour plus de détails, voir Fiche technique et Distribution.
Les Évadés de la nuit (Era notte a Roma) est un film italien réalisé par Roberto Rossellini, sorti en 1960.

## Synopsis
1943, dans Rome occupée par les Allemands, trois prisonniers évadés, un Américain, un Russe et un Anglais se cachent, aidés par une jeune femme et son fiancé, un militant communiste. Ils tentent d'échapper au piège qui les menace.

## Fiche technique
- Titre : Les Évadés de la nuit
- Titre original : Era notte a Roma
- Réalisation : Roberto Rossellini, assisté de Renzo Rossellini et Ruggero Deodato
- Scénario : Sergio Amidei, Roberto Rossellini, Diego Fabbri, Brunello Rondi
- Musique : Renzo Rossellini
- Photographie : Carlo Carlini
- Montage : Roberto Cinquini
- Décors : Flavio Mogherini
- Costumes : Elio Costanzi
- Production : Giovan Battista Romanengo
- Société de production : International Golden Star, Film Dismage
- Pays d'origine : Italie et France
- Format : Noir et blanc - 1,85:1 - Dolby Digital - 35 mm
- Genre : Drame et guerre
- Durée : 151 minutes
- Dates de sortie : 
  - 7 octobre 1960, à Milan
  - 6 juillet 1961, à Paris

## Distribution
- Giovanna Ralli : Esperia Beli
- Renato Salvatori : Renato Balducci
- Leo Genn : Michael Pemberton
- Serge Bondartchouk : le sergent soviétique Fiodor Nazoukov
- Peter Baldwin : Peter Bradley
- Paolo Stoppa : Prince Alessandro Antoniani
- Enrico Maria Salerno : Dr Costanzi
- Hannes Messemer : Colonel Von Kleist
- Sergio Fantoni : Don Valerio
- Giulio Calì : le chauffeur des fausses religieuses
- Laura Betti
- Rosalba Neri

## Voix françaises
- Marcelle Lajeunesse  (Giovanna Ralli)
- Claude Peran  (Paolo Stoppa)
- Georges Hubert  (Alfredo )
- Jacques Beauchey  (Enrico Maria Salerno)
- Jacques Thebault  (Renato Salvatori)
- Lita Recio  (Helena, femme d’Alessandro)
- Lucien Bryonne  (Le commerçant)
- Michel Gudin  (Un militaire)
- Roger Treville  (Leo Genn)
- Serge Lhorca  (George Petrarca)
- Roland Menard  (Sergio Fantoni)

## Distinctions
- Prix spécial du jury au Festival de Karlovy Vary 1960